# Porse (adelsslægt)
Porse er dansk uradelsslægt, fra Halland, der er kendt fra 1200-tallet.

## Væsentlige personer af slægten
- Knud Porse - hertug af Samsø, Halland og Dansk-Estland.